# Конституция Народной Республики Болгария (1947)
Конститу́ция Наро́дной Респу́блики Болга́рия (болг. Конституция на Народна република България) — основной закон Болгарии, принятый Великим народным собранием 4 декабря 1947 года и провозглашавший страну народной республикой. Ранее (20 июня 1947 года) Народное собрание уже принимало проект конституции, от которого пришлось отказаться ввиду сближения страны с Советским Союзом. Конституция 4 декабря 1947 года провозглашала верховным органом Народное собрание Болгарии, а коллегиальным главой государства — Президиум Народного собрания НРБ. Конституция 1947 года была отменена из-за идеологических несоответствий и была заменена принятой 18 мая 1971 года новой конституцией.

## Предыстория
Социально-экономический и политический кризис в Болгарии, произошедший вследствие поражения страны в Первой мировой войне, привёл к расколу общества на левых и правых. 9 июня 1923 года к власти пришла правая партия Демократический сговор. В 1924 году благодаря Демократическому сговору был принят Закон о защите государства, противоречивший действовавшей конституции и ограничивавший гражданские и политические свободы болгар. 19 мая 1934 года к власти в стране с помощью организации «Звено» и Военного союза пришло профашистское правительство Кимона Георгиева, фактически отменившее Тырновскую конституцию (хотя она продолжала действовать де-юре), был поставлен конституционный вопрос.

## Новая конституция
Проекты новой конституции (фашистской и демократической) были отвергнуты царём Борисом III из-за его любви к Тырновской конституции, и конституционный вопрос не поднимался вплоть до левого переворота 9 сентября. Уже 17 сентября действие Тырновской конституции было восстановлено, однако она не отражала левых идей новой власти.
4 октября 1946 года Отечественный фронт опубликовал свой проект конституции, который соединял в себе черты Тырновской конституции (положения о гражданских правах и свободах, непрямое избрание главы государства в лице председателя республики от Избирательного совета), конституции Франции (устройство органов суда, прокуратуры и местного самоуправления) и конституции СССР 1936 года (признание Народного собрания верховным органом). Данный проект был принят Великим народным собранием 20 июня 1947 года.
Однако вследствие геополитических изменений и сближения с Советским Союзом парламентская комиссия во главе с Василом Коларовым разработала проект социалистической конституции, принятый 4 декабря 1947 года. Новая конституция провозглашала Болгарию народной республикой с представительным управлением и провозглашением народа источником власти. Конституция 1947 года отменяла принцип разделения властей (хотя фактически ветви власти имели некоторую степень автономии), в третьей главе провозглашая верховным органом законодательное Народное собрание. В той же главе Президиум Народного собрания НРБ провозглашался коллегиальным главой государства, действовавшим в рамках законодательной власти, и закреплялись главные функции парламента страны. Исполнительная власть описывается в четвёртой главе конституции, Министерский совет был провозглашён высшим исполнительным государственным органом, указаны его взаимоотношения с Народным собранием. Системы судов, прокуратуры и народных советов была описана с опорой на советское государственное устройство.
Вторая глава конституции является специальной и описывает народно-хозяйственную сферу общества страны. Хотя в ней и провозглашался приоритет государственной собственности, также государство признавало кооперативную и частную формы собственности, при этом конституция всё равно устанавливала монополию государства в некоторых секторах экономики, провозглашала труд основным народохозяйственным фактором и запрещала частные монополии.
Конституция 1947 года не упоминала построение социалистического общества и руководящую роль Болгарской коммунистической партии, однако в стране всё равно началась перестройка государства и общества по сталинскому образцу, что породило правовые коллизии между конституцией и реальной ситуацией в Болгарии. Вследствие данных несоответствий конституция 1947 года была отменена с принятием новой 18 мая 1971 года.